# Dario Tadić
Dario Tadić (Odžak, 11 maggio 1990) è un calciatore austriaco, attaccante del Pinkafeld.

## Caratteristiche tecniche
Centravanti, Tadić può giocare anche come ala destra.

## Carriera

### Club
Nella stagione 2007-2008 gioca con la squadra riserve dell'Austria Vienna nella terza serie del calcio austriaco e con la squadra Under-19 dell'Austria Vienna. In Erste Liga colleziona 15 presenze e 3 nel campionato di categoria 18 incontri e 12 marcature. Nell'annata seguente gioca solo con la squadra riserve collezionando 2 reti in 13 sfide a fine stagione. Nella stagione 2009-2010 conta 10 presenze e 2 reti in Erste Liga e nella seguente annata viene promosso in prima squadra giocando qualche incontro con la squadra riserve: totalizza 5 reti su 16 partite di Bundesliga e 5 reti in 10 incontri di Regionalliga. Nella stagione 2011-2012 sigla 3 reti in 5 incontri di Regionalliga mentre in Bundesliga il suo rendimento è inferiore: 1 marcature in 13 partite stagionali.